# Fokke Akkerman
Fokke Akkermann (Noorddijk, 27 aprile 1930 – Haren, 13 gennaio 2017) è stato un latinista e grecista olandese che pubblicò numerose opere su Spinoza e Rudolf Agricola, traducendo i loro epistolari.

## Biografia
Dopo aver frequentato l'HBS di Groninga, il 1* settembre 1960 fu nominato latinista presso l'università locale, iniziando una carriera di docente universitario che proseguì fino all'aprile del 1995, data del suo pensionamento. Il 26 giugno 1980 conseguì il dottorato con una tesi sugli studi relativi alle opere postume di Spinoza. 
Ha pubblicato numerose opere su Spinoza e Rudolf Agricola, acquisendo notorietà internazionale con la traduzione ed edizione critica dell'epistolario di questi due filosofi. Inoltre, dal 1986 al 2010 curò diverse parti delle opere di Erasmo da Rotterdam, dando alle stampe decine di articoli sparsi.
Morì all'inizio del 2017, all'età di 86 anni, esattamente dodici giorni dopo la moglie, che aveva conosciuto al liceo serale e che aveva sposato nel 1957.

## Opere
Relative a Spinoza
- Spinoza's tekort aan woorden. Humanistische aspecten van zijn schrijverschap. Leiden, 1977.
- Studies in the posthumous works of Spinoza. On style, earliest translation and reception, earliest and modern edition of some texts. [Z.p.], 1980 (proefschrift).
- Taal en tekst van Spinoza. Voorschoten, 2013.

Traduzioni
- Mello Theodorus Brunsema, Oratio pro nova juridicae Facultatis Groningae Instituta Praelectione habita ad VI Julij A.S. MDXCVI. Groningen, 1967.
- Spinoza, Briefwisseling. Amsterdam, 1977 en 1992².
- Ulrik Huber, Redevoering, waarin wordt uiteengezet waarom vroeger het publiekrecht aan onze Academie niet met een professoraat vereerd is, gehouden te zijnen huize, voorafgaande aan de eerste vergelijking van de wetenschap van het staatsrecht met de staatkunden op 6 mei 1682. Zwolle, 1978.
- Spinoza, Korte geschriften. Amsterdam, 1982.
- Spinoza, Theologisch-politiek traktaat. Amsterdam, 1997.
- Spinoza, Letters. Assen, 2002.
- [met Adrie van der Laan] Rudolf Agricola. Brieven, levens en lof. Van Petrarca tot Erasmus. Amsterdam, [2016].